# Etznab

Glífo de códice que caracteriza al etznab

El etznab o etz'nab' es el antepenúltimo y decimoctavo día del sistema calendárico del tzolkin y simboliza al pedernal, obsidiana, espejo, espada o al cuchillo. Otras asociaciones que los mayas pensaban para este día era el color blanco, el «rumbo norte» y el dios Q o dios de la guerra y los sacrificios.  Este día, al estar asociado al espejo, simboliza «la dualidad de visualizar la vida y tener la capacidad de elegir el camino adecuado al cargar la obsidiana como un amuleto protector».